# أوليف ماي بيرس
أوليف ماي بيرس (بالإنجليزية: Sister Eucharia)‏ هي راهبة أسترالية، ولدت في 14 ديسمبر 1914، وتوفيت في 5 أكتوبر 1999.